# It's No Crime
It's No Crime är en låt framförd av den amerikanska sångaren, låtskrivaren och musikproducenten Babyface, inspelad till hans andra studioalbum Tender Lover (1989).

## Inspelning
Babyface skrev texten till låten år 1989 i en lägenhet i Hollywood, Kalifornien, samtidigt som han skrev Pebbles' "Giving You the Benefit" (1990) och Bobby Browns "On Our Own" (1989). I en intervju med Billboard kommenterade Babyface hur låten skapades. Han sade: "Vanligtvis när jag skriver texter så hummar jag orden - som inte ens är ord än. ['It's No Crime'] var väldigt annorlunda för den var till mitt eget album och lät helt annorlunda jämfört med vad jag hade gjort tidigare." Babyface skrev låten tillsammans med sin samarbetspartner L.A. Reid samt nära kollegan Daryl Simmons. Reid sade i en tillbakablick: "Det jag minns om 'It's No Crime' var den industriella ljudbilden som var vad vi började med. Det var så arbetet på låten drevs framåt. Jag minns att det ljudet var inspirationen till musikvideon - som utspelade sig i en industrimiljö. Det första jag tänker på när jag hör 'It's No Crime' är olika typer av industriljud." Under skapandet spelade Kevin "Kayo" Roberson, Babyface' tidigare bandmedlem från musikgruppen The Deele, basgitarr och bassynt.

## Komposition och textanalys
"It's No Crime" är en R&B-låt som rör sig inom ramarna för new jack swing. Den har en total speltid på fem minuter och fyrtioen sekunder (5:41). Den utgår från 116 taktslag per minut och är skriven i tonarten diss-moll. Enligt Musicnotes.com är kompositionen sammansatt med sång, piano och basgitarr. Babyface' sång sträcker sig från tonerna C4 till D6. Texten beskriver att framföraren blivit förälskad i en kvinna och att detta inte är brottsligt, trots att omgivningen inte tror att relationen kommer hålla.

## Topplistor
| Lista (1989)                         | Topplacering |
| ------------------------------------ | ------------ |
| USA Billboard Hot 100                | 7            |
| USA Hot Dance Club Songs (Billboard) | 5            |
| USA Hot Black Singles (Billboard)    | 1            |

| Lista (1989)                      | Topplacering |
| --------------------------------- | ------------ |
| USA Billboard Hot 100             | 90           |
| USA Hot Black Singles (Billboard) | 4            |